# در یک دنیای بهتر
در یک دنیای بهتر (به دانمارکی: Hævnen) نام فیلم درامی است که در سال ۲۰۱۰ به کارگردانی سوزان بیر ساخته شد. این فیلم موفق شد جایزهٔ اسکار بهترین فیلم غیر انگلیسی‌زبان را از آنِ خود کند.
داستان فیلم «در دنیایی بهتر» در واقع داستان ۲ کشور است؛ یکی کشور دانمارک که سرزمین مادری سوزان بی‌یر، کارگردان فیلم است و دیگری یک کشور آفریقایی که ماجرای فیلم هم از همانجا شروع می‌شود. این فیلم با حضورى  درخشان در چند جشنواره داخلی و بین‌المللی معتبر مانند آکادمی اسکار و گلدن گلوب، نامزد دریافت ٣٧ جایزه شد که، 13 جایزه مانند  اسکار «بهترین فیلم غیر انگلیسی زبان» را به دست آورد. بازیگرانی مانند «بریته نویمن» و «لارس بوم» در این فیلم بازى كرده اند موضوع  این فیلم درباره زندگی دو خانواده اهل  دانمارک است که دوستی فوق‌العاده  اما خطرناک بین آنها به وجود می‌آید. اما تنهایی و غم و اندوه در کمین آن هاست...